# Evergem
Evergem is een plaats en gemeente in de Belgische provincie Oost-Vlaanderen. De gemeente ligt net ten noordwesten van Gent en is een van de dertien gemeenten van het Meetjesland, een streek met typische natuurkenmerken die zich uitstrekt tussen Gent en Brugge. De gemeente is gevestigd nabij de Nieuwe Kale, de vroegere bovenloop van de rivier de Durme en telt ruim 37.000 inwoners, waarvan ongeveer de helft in Evergem zelf woont. De inwoners worden Evergemnaars genoemd. Het dorp Evergem ligt in het uiterste zuiden van de fusiegemeente.
Evergem grenst aan de industrie-as Gent-Zelzate langs het belangrijke zeekanaal Gent-Terneuzen. Dit werd in 1547 onder de regering van Keizer Karel V gegraven als de Sassevaart en verbond de haven van Gent met de Westerschelde. Onder Koning Willem I werd in 1825 het kanaal doorgetrokken naar Terneuzen. Vandaag is het een enorme waterweg van 32 km lengte en 200 m breedte die toegang verleent aan schepen van 125.000 ton. Het sluizencomplex van Evergem telt sinds 2008 de grootste sluis voor de binnenscheepvaart in België.
De vestiging van een elektrische centrale in Langerbrugge in 1911 betekende een aanvang van de industrialisatie van de westoever van het kanaal en een intrede van de grootindustrie in Evergem.

## Geschiedenis

### Prehistorie
Vanaf het Epipaleolithicum (ca. 11.000-8000 v. Chr.) en het Mesolithicum (ca. 8000-4000 v. Chr.) vinden we de eerste teken van bewoning. Grafmonumenten en sporen van voorhistorische en Romeinse nederzettingen werden teruggevonden. Ook zijn er grote circulaire structuren, vermoedelijk kringgreppels van afgevlakte grafheuvels of tumuli ontdekt uit de bronstijd. Vrij recent werd een Gallo-Romeinse nederzetting opgegraven.

### Vroege middeleeuwen
Evergem maakte deel uit van het Merovingische kroondomein, de fiscus Marca. In de 7e eeuw schenkt koning Dagobert I de fiscus Marca aan de pas gestichte Sint-Baafsabdij. De benaming Evergem komt voor het eerst voor in 966 als ‘Evergehem’ in de bezitsoorkonde van koning Lotharius van Frankrijk, waarin hij op verzoek van de Sint-Baafsabdij haar rechten bevestigt en de binnen zijn rijk gelegen bezittingen opsomt. De naam van de gemeente is dan al veranderd van "Everingahaim" naar "Evergehem" en dit is alleen van toepassing op het binnenste gedeelte van het oude centrum. Na de invallen van de Noormannen werden de heren van Dendermonde als voogden van Evergem aangesteld. Midden de 12de eeuw deelden zij hun macht als heren van Evergem met de heren van Gavere.

### Late middeleeuwen
De eerste paar eeuwen van haar bestaan Evergem was niet meer dan enkele gehuchten in de Kalevallei: Westbeke, Overdam, het stadscentrum en Langerbrugge. Misschien werden de grote velden van de Asschoutkouter al gebruikt voor landbouw, maar daar is geen hard bewijs voor. Hetzelfde geldt voor de gronden aan beide zijden van de Burggrave waar bijvoorbeeld Wippelgem en Kerkbrugge ontstaan zijn. Ertvelde met Kluizen maakte deel uit van 'het Ambacht Assenede'. Het westelijke deel, Belzele, was een onderdeel van de Vinderhoute-Merendree heerlijkheid terwijl Doornzele, de oostelijke zijde, behoorde tot de vrijheid van Desteldonk.
In de late middeleeuwen sprak men van 'het Graafschap Evergem'. Dit bestond bijna helemaal uit de vroegere deelgemeente Evergem, Wondelgem en belangrijke gedeelten van Sleidinge. In 1282 werd het graafschap verkocht aan de Sint-Baafsabdij. Het eerste Kasteel van Evergem werd in de 12e eeuw gebouwd en deed dienst als buitenverblijf van de abten. Bij de oprichting van het bisdom Gent in 1560 werden de bisschoppen eigenaars van het kasteel. Na de Franse Revolutie werd het privébezit.

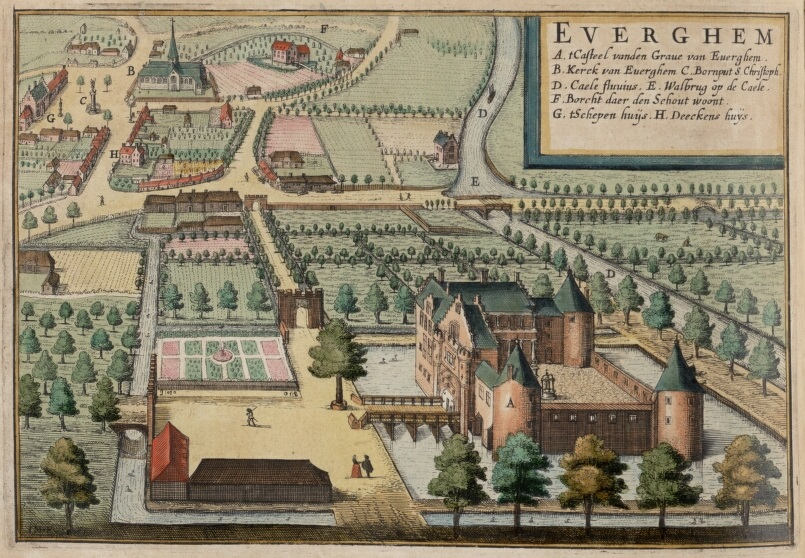
Evergem in de eerste helft van de 17e eeuw (afbeelding uit Flandria illustrata, 1641)

Op slechts 10 km van Gent, betekende dat veel welgestelde burgers uit Gent kozen voor Evergem als buitenverblijf. Daar was onvermijdelijk een boerderij aan verbonden die werd verzorgd door een pachter. Op die manier werden er door de eeuwen heen verscheidene pachtgoeden verspreid over het Evergemse landschap.

### Nieuwe tijd
Tot de eerste helft van de 18de eeuw werd Evergem regelmatig geplaagd door vandalisme bij de belegering van Gent en eveneens door de "Geuzen". Gelukkig was er tijdens de Tachtigjarige Oorlog geen catastrofale leegloop door de Sas van Gent en het kanaal Brugge-Gent, die duidelijk verdedigingslinies vormden.

### Industriële revolutie
Na vele jaren van terreur door de Fransen aan het einde van de 17de eeuw kwam een periode van vrede en welvaart. Dit betekende ook een grote bevolkingstoename en minder ruimte tussen de gehuchten. Bijgevolg werden de grote pachtgoeden vaak in tweeën verdeeld waarbij de rendabiliteit daalde. De Industriële Revolutie bracht rond 1825 de oplossing met de huisnijverheid van linnen, een brouwerij, een jeneverdistilleerderij en een bleekmiddel-fabriek. Evergem werd sterk afhankelijk van de textielindustrie en de crisis van 1830 betekende hongersnood en verschrikkelijke armoede en ellende.
Met de industrialisering van Gent meer dan 30 jaar later komt voor Evergem de ommekeer. De wegen worden verhard, spoorwegen gebouwd en grote fabrieken worden opgestart. In 1927 werden de economisch interessante terreinen rondom het verbrede Kanaal Gent-Terneuzen aangehecht aan de stad Gent. Wanneer de "Ringvaart" die Gent omsluit, werd aangelegd ten zuiden van Evergem werd veel van de resterende vruchtbare grond verkaveld voor residentiële woonwijken, terwijl de noordoostelijke deel van Evergem zijn landelijke karakter grotendeels heeft weten te behouden.

## Toponymie en etymologie
- Evergem: Evergehem komt van "Ever-ingahaim" wat verwijst naar de Frankische krijgsheer Ever die zich kwam vestigen in de streek rond de Kale, een bijrivier van de Schelde. "Inga" betekent afstammelingen en "haim" staat voor woonplaats van Ever.
- Ertvelde: Hiervan is de oorsprong nog steeds onduidelijk. Men weet wel dat het komt van "arte-velde" maar de term "arte" is nog steeds een onopgelost taalkundig raadsel.
- Sleidinge: De oorsprong van Sleidinge doet enige discussie opwaaien. De ene zegt dat het zou komen van "Se-Leidinge" ofte zeeleiding. Volgens bronnen zou eeuwen geleden de zee tot aan deze gemeente gekomen hebben. Anderen zoeken de verklaring bij het Keltische woord "Sclydinga" wat zou staan voor "slibberige weide".
- Wippelgem: komt van "Wipula-Ingahaim" wat zou neerkomen op woongebied (heem) van de Frankische krijger Wipo of Wippa, Wipula zou vermoedelijk een verkleinwoord geweest zijn.
- Kluizen: In 1115 kreeg de abdij van Ename een stuk woeste grond (het huidige Kluizen) cadeau van graaf Boudewijn VII van Vlaanderen, dit om er voor de monniken een zogenaamde "clusa" ofte kluis op te bouwen.

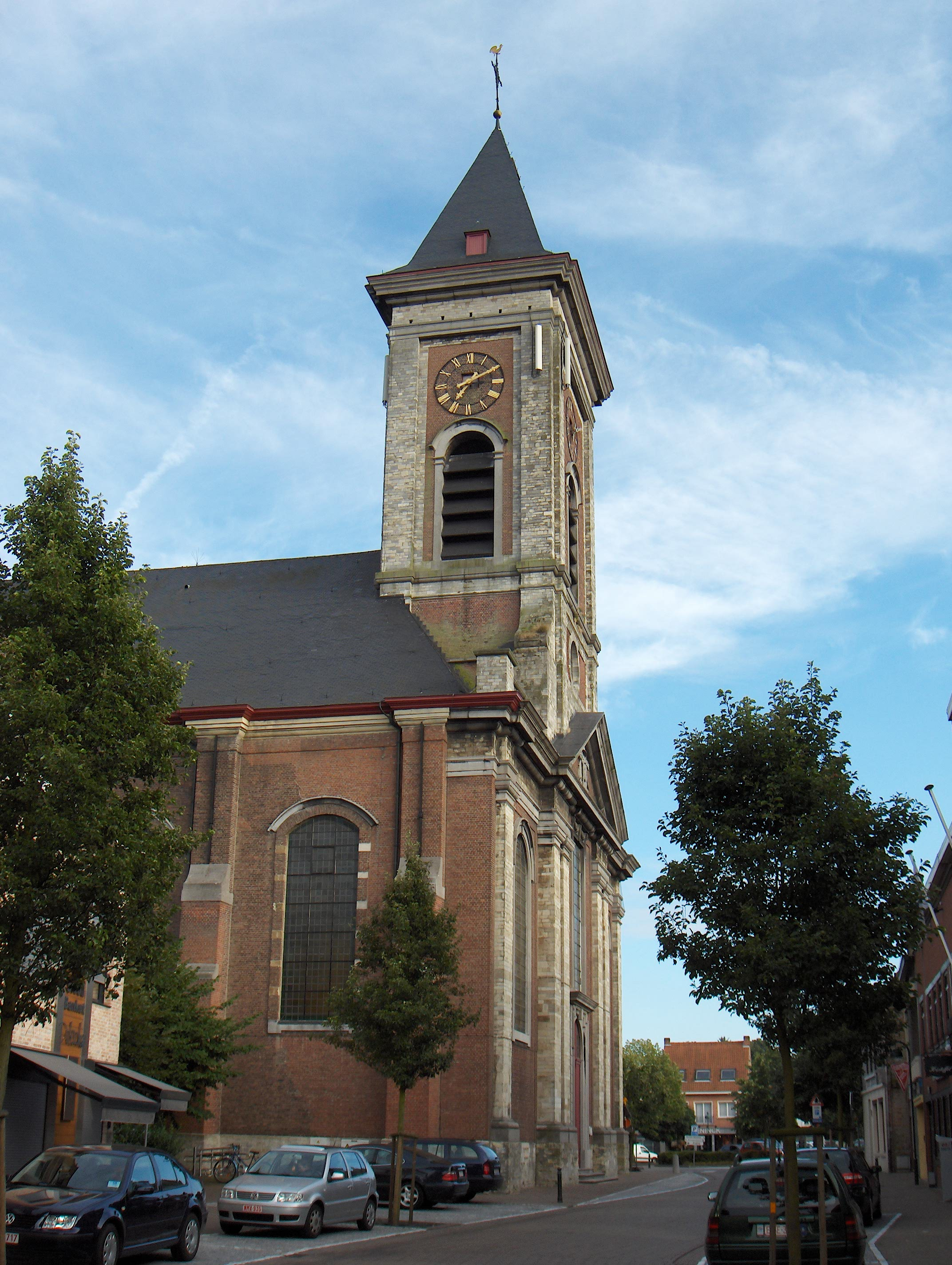
Sint-Kristoffelkerk (18e eeuw; restauratie na W.O. I)

## Kernen
In de gemeente Evergem liggen negen kernen, namelijk Belzele, Doornzele, Ertvelde, Evergem zelf, Kerkbrugge-Langerbrugge, Kluizen, Rieme, Sleidinge en Wippelgem. De fusiegemeente Evergem is samengesteld uit de deelgemeenten Evergem, Ertvelde, Sleidinge en Kluizen (dat weliswaar van 1965 tot 1977 deel uitmaakte van Ertvelde maar volgens de bepalingen van de Eenheidswet echter wel een deelgemeente is).

### Tabel
|                         | Naam                                                                     | Oppervlakte (km²) | Bevolking (01/01/2006) |
| ----------------------- | ------------------------------------------------------------------------ | ----------------- | ---------------------- |
| I (V) (VI) (VII) (VIII) | Evergem -Evergem -Wippelgem -Doornzele -Kerkbrugge-Langerbrugge -Belzele | 30,89             | 15.436                 |
| II (IX)                 | Ertvelde -Ertvelde -Rieme                                                | 23,41 (*)         | 10.167 (*)             |
| III                     | Sleidinge                                                                | 20,74             | 6.790                  |
| IV                      | Kluizen                                                                  |                   |                        |

(*) met inbegrip van Kluizen
Bron:Gemeente Evergem

### Kaart
De gemeente Evergem grenst aan volgende deelgemeenten:
- a. Lembeke (Kaprijke)
- b. Oosteeklo (Assenede)
- c. Assenede
- d. Zelzate
- e. Gent
- f. Wondelgem (Gent)
- g. Mariakerke (Gent)
- h. Vinderhoute (Lievegem)
- i. Lovendegem (Lievegem)
- j. Waarschoot (Lievegem)

## Bezienswaardigheden
- De Sint-Christoffelkerk
- De dekenij met ommuurde tuin, gebouwd in 1786.
- De schandpaal van 1698, een arduinen zuil met wapenschild van de toenmalige bisschop van Gent
- De Sint-Christoffelput op het Dorpsplein, hersteld in 1698, opgevuld in 1795. Een nieuwe Sint-Christoffelput werd in 1954 aangelegd.
- Kasteel Groenveld aan Achterstege 13, een grote villa van 1911.
- Kasteel Huis ter Burcht aan Fortune de Kokerlaan 11
- Kasteel Het Vurstje aan Vurstjen 4.
- Kasteel van Evergem aan Vurstjen
- Brouwerij Neyt aan Molenhoek 17A

## Natuur en landschap
Evergem ligt in Zandig Vlaanderen op een hoogte van 5-8 meter. Het ligt aan de Nieuwe Kale en vlak bij het Kanaal Gent-Terneuzen en aan de Ringvaart, waardoor de omgeving sterk geïndustrialiseerd en verstedelijkt is, te meer daar het zich aan de rand van de Gentse agglomeratie bevindt.

## Vervoer
Door het oosten van de gemeente loopt de R4 (de grote ring rond Gent) met ernaast (ten westen) fietssnelweg F40. Vanaf eind 2022 verbinden twee fietsbruggen (Zandekenbrug en Hultjenbrug) de F40 in Kluizen, respectievelijk Wippelgem met het havengebied aan de oostkant van de R4.
De reizigerstrein S51 op spoorlijn 58 (Gent-Eeklo) bedient de twee stations Evergem en Sleidinge, en er zijn verschillende goederenspoorlijnen naar de industriegebieden aan de Ringvaart en de haven.
De Ringvaart vormt de zuidoostgrens van de gemeente, en heeft in het Sluizencomplex van Evergem, op de grens met Gent (Mariakerke), de grootste binnenvaartsluis van België.

## Demografie

### Demografische evolutie voor de fusie
- Bronnen:NIS, Opm:1831 t/m 1970=volkstellingen;1976=inwonertal op 31 december

### Demografische ontwikkeling van de fusiegemeente
Alle historische gegevens hebben betrekking op de huidige gemeente, inclusief deelgemeenten, zoals ontstaan na de fusie van 1 januari 1977.
- Bronnen:NIS, Opm:1831 tot en met 1981=volkstellingen; 1990 en later= inwonertal op 1 januari

| Inwoners van jaar tot jaar op 1 januari 1992 tot heden | Inwoners van jaar tot jaar op 1 januari 1992 tot heden | Inwoners van jaar tot jaar op 1 januari 1992 tot heden |
| jaar                                                   | Aantal                                                 | Evolutie: 1992=index 100                               |
| ------------------------------------------------------ | ------------------------------------------------------ | ------------------------------------------------------ |
| 1992                                                   | 29.634                                                 | 100,0                                                  |
| 1993                                                   | 29.858                                                 | 100,8                                                  |
| 1994                                                   | 29.942                                                 | 101,0                                                  |
| 1995                                                   | 29.975                                                 | 101,2                                                  |
| 1996                                                   | 30.227                                                 | 102,0                                                  |
| 1997                                                   | 30.548                                                 | 103,1                                                  |
| 1998                                                   | 30.777                                                 | 103,9                                                  |
| 1999                                                   | 30.964                                                 | 104,5                                                  |
| 2000                                                   | 31.155                                                 | 105,1                                                  |
| 2001                                                   | 31.271                                                 | 105,5                                                  |
| 2002                                                   | 31.307                                                 | 105,6                                                  |
| 2003                                                   | 31.415                                                 | 106,0                                                  |
| 2004                                                   | 31.657                                                 | 106,8                                                  |
| 2005                                                   | 31.963                                                 | 107,9                                                  |
| 2006                                                   | 32.244                                                 | 108,8                                                  |
| 2007                                                   | 32.373                                                 | 109,2                                                  |
| 2008                                                   | 32.552                                                 | 109,8                                                  |
| 2009                                                   | 32.854                                                 | 110,9                                                  |
| 2010                                                   | 33.112                                                 | 111,7                                                  |
| 2011                                                   | 33.240                                                 | 112,2                                                  |
| 2012                                                   | 33.692                                                 | 113,7                                                  |
| 2013                                                   | 33.961                                                 | 114,6                                                  |
| 2014                                                   | 34.170                                                 | 115,3                                                  |
| 2015                                                   | 34.485                                                 | 116,4                                                  |
| 2016                                                   | 34.692                                                 | 117,1                                                  |
| 2017                                                   | 34.999                                                 | 118,1                                                  |
| 2018                                                   | 35.239                                                 | 118,9                                                  |
| 2019                                                   | 35.447                                                 | 119,6                                                  |
| 2020                                                   | 35.628                                                 | 120,2                                                  |
| 2021                                                   | 35.791                                                 | 120,8                                                  |
| 2022                                                   | 36.087                                                 | 121,8                                                  |
| 2023                                                   | 36.557                                                 | 123,4                                                  |
| 2024                                                   | 36.860                                                 | 124,4                                                  |
| 2025                                                   | 37.254                                                 | 125,7                                                  |

## Politiek

### College van Burgemeester en schepen
Sinds 2013 is Joeri De Maertelaere burgemeester (N-VA).
Hij leidt een coalitie bestaande uit N-VA en CD&V. Samen vormen ze een meerderheid van 26 op 33 zetels.

### Samenstelling
| Functie      | Naam                         | Bevoegdheden |
| ------------ | ---------------------------- | --- |
| Burgemeester | Joeri De Maertelaere (N-VA)  | Politie en brandweer, communicatie, personeel en interne organisatie, bevolking en burgerlijke stand, juridische zaken en kerkfabrieken                                                                                                |
| Schepen      | Kenny Ketels (N-VA)          | Sport, onderwijs, jeugd en jeugdinfrastructuur, kinderopvang en voorzitter Autonoom Gemeentebedrijf |
| Schepen      | Lucas Van der Meersch (CD&V) | Openbare werken, mobiliteit, nutsvoorzieningen, waterbeleid en trage wegen |
| Schepen      | Kathleen Depoorter (N-VA)    | Financiën en begroting, ondernemen en lokale economie, internationale samenwerking, volksgezondheid en dierenwelzijn |
| Schepen      | Jonas De Wispelaere (CD&V)   | Cultuur en culturele infrastructuur, bibliotheken, evenementen, participatie, gemeenschapsvorming en vrijwilligerswerk, toerisme, erfgoed, monumenten en landschappen en land- en tuinbouw                                             |
| Schepen      | Josse Verdegem (N-VA)        | Ruimtelijke ordening, ontwikkeling van haven en kanaalzone, energie, klimaat en leefmilieu, wonen en sociale huisvesting, recyclagepark, natuur en openbaar groen, begraafplaatsen en protocol                                         |
| Schepen      | Joren Hebberecht (N-VA)      | Gebouwen en logistiek, IT en digitale inclusie, jubilea, reünies en eeuwelingen en verbroedering |
| Schepen      | Leen Ysebaert (N-VA)         | Sociale zaken, voorzitter zorgbedrijf Meetjesland, ouderenzorg en woonzorgcentra, senioren, gezin, welzijnszorg, mensen met een beperking, gelijke kansen, asiel en migratie, drugbeleid en voorzitter bijzonder comité sociale dienst |

### Resultaten gemeenteraadsverkiezingen sinds 1976
| Partij of kartel     | Partij of kartel                                  | 10-10-1976 | 10-10-1976 | 10-10-1982 | 10-10-1982 | 9-10-1988 | 9-10-1988 | 9-10-1994 | 9-10-1994 | 8-10-2000 | 8-10-2000 | 8-10-2006 | 8-10-2006 | 14-10-2012 | 14-10-2012 | 14-10-2018 | 14-10-2018 | 13-10-2024 | 13-10-2024 |
| Stemmen / Zetels     | Stemmen / Zetels                                  | %          | 29         | %          | 29         | %         | 29        | %         | 29        | %         | 31        | %         | 31        | %          | 31         | %          | 33         | %          | 33         |
| -------------------- | ------------------------------------------------- | ---------- | ---------- | ---------- | ---------- | --------- | --------- | --------- | --------- | --------- | --------- | --------- | --------- | ---------- | ---------- | ---------- | ---------- | ---------- | ---------- |
|                      | CVP1/ CD&V+N-VAA/ CD&V2                           | 51,791     | 17         | 42,581     | 14         | 35,481    | 12        | 33,741    | 12        | 32,291    | 11        | 34,13A    | 12        | 27,622     | 10         | 25,72      | 9          | 26,32      | 9          |
|                      | CD&V+N-VAA/ N-VA1                                 | -          |            | -          |            | -         |           | -         |           | -         |           | 34,13A    | 12        | 33,591     | 12         | 39,01      | 14         | 44,31      | 17         |
|                      | VU1/ PVG2/ PVG-SPB/ PVG-sp.aC                     | 20,011     | 6          | 30,341     | 10         | 29,151    | 9         | 32,282    | 11        | 26,69B    | 9         | 19,14C    | 6         | -          |            | -          |            | -          |            |
|                      | SP1/ PVG-SPB/ PVG-sp.aC/ sp.a2/ Sterk!D/ Vooruit3 | 9,891      | 2          | 10,71      | 2          | 10,731    | 3         | 7,651     | 1         | 26,69B    | 9         | 19,14C    | 6         | 10,652     | 3          | 10,2D      | 3          | 9,33       | 2          |
|                      | PVV1/ VLD2/ Open Vld3/ Sterk!D/ e-Liberaal4       | 1,831      | 0          | 10,361     | 2          | 12,211    | 3         | 10,672    | 3         | 17,772    | 6         | 17,812    | 6         | 9,83       | 2          | 10,2D      | 3          | 1,94       | 0          |
|                      | Agalev1/ Groen2                                   | -          |            | 5,521      | 1          | 8,221     | 2         | 8,331     | 2         | 10,131    | 2         | 8,74      | 2         | 9,472      | 2          | 12,52      | 3          | 7,52       | 2          |
|                      | Vlaams Blok1/Vlaams Belang2                       | -          |            | -          |            | -         |           | -         |           | 11,761    | 3         | 15,912    | 5         | 8,872      | 2          | 12,62      | 4          | 10,82      | 3          |
|                      | PVDA                                              | 0,79       | 0          | 0,5        | 0          | 0,39      | 0         | 1,02      | 0         | -         |           | -         |           | -          |            | -          |            | -          |            |
|                      | GB                                                | 15,69      | 4          | -          |            | -         |           | -         |           | -         |           | -         |           | -          |            | -          |            | -          |            |
| Anderen(*)           | Anderen(*)                                        | -          |            | -          |            | 3,82      | 0         | 6,31      | 0         | 1,37      | 0         | 4,28      | 0         | -          |            | -          |            | -          |            |
| Totaal stemmen       | Totaal stemmen                                    | 18914      | 18914      | 20653      | 20653      | 21315     | 21315     | 21789     | 21789     | 22712     | 22712     | 23866     | 23866     | 24128      | 24128      | 25620      | 25620      | 16514      | 16514      |
| Opkomst %            | Opkomst %                                         |            |            |            |            | 94,66     | 94,66     | 93,21     | 93,21     | 92,51     | 92,51     | 93,82     | 93,82     | 90,32      | 90,32      | 92,9       | 92,9       | 57,9       | 57,9       |
| Blanco en ongeldig % | Blanco en ongeldig %                              | 4,43       | 4,43       | 4,34       | 4,34       | 4,32      | 4,32      | 5,3       | 5,3       | 4,59      | 4,59      | 4,41      | 4,41      | 3,18       | 3,18       | 4,0        | 4,0        | 0,5        | 0,5        |

De zetels van de gevormde meerderheid staan vetjes afgedrukt. De grootste partij is in kleur.

De rode cijfers naast de gegevens duiden aan onder welke naam de partijen telkens bij een verkiezing opkwamen.

(*) 1988: GEMBEL / 1994: FORUM (3,64%), VGLK (2,67%) / 2000: Vivant / 2006: L.E.O.

## Bekende Evergemnaren
- Ange de Baets (1793-1844), kunstschilder
- August Ferdinand Ottevaere (1809-1856), kunstschilder
- Joseph Pauwels (1818-1876), kunstschilder
- Louis De Reu (1844-1947), volksvertegenwoordiger, bestendig afgevaardigde, burgemeester van Sleidinge
- Pieter Isidore De Greve (1878-1965), volksvertegenwoordiger
- Leo Steel (1878-1928), kunstschilder
- Karel De Bondt (1888-1976), kunstschilder, architect
- Firmin Van Kerrebroeck (1922-2011), voormalig veldrijder
- Achiel De Vos (1924-1989), historicus
- Valère Mekeirel (1925-2014), wielrenner
- Eddy Wally (1932-2016), volkszanger
- Wilfried Martens (1936-2013), eerste minister, voorzitter CVP, voorzitter Europese Volkspartij
- Paul Robbrecht (1950), architect
- Johan Geirnaert (1951), atleet
- Dirk De Keyzer (1958), kunstenaar
- Luc De Vos (1962-2014), zanger van de popgroep Gorki
- Raf Walschaerts (1965), cabaretier in het duo Kommil Foo
- Stefaan Fernande (1966-2021), auteur-componist
- Joke Schauvliege (1970), politica CD&V en Vlaams minister
- Titus De Voogdt (1979), acteur
- Charlotte de Witte (1992), bekende techno-dj
- Joost Van Hyfte, stand-upcomedian

## Bekende evenementen
- Culturele Veertiendaagse, biënnale
- Evergem-Ekiden, marathon in estafettevorm
- Rock For Specials, een pop- en rockfestival voor personen met een verstandelijke beperking en hun begeleiders

## Stedenband
- Guaranda (Ecuador)
- Großenkneten (Duitsland)
- Stalowa Wola (Polen)

## Weetjes
- Evergem is het oudste bedevaartsoord van de heilige Christoffel in Vlaanderen. Er is al sprake van verering van deze heilige sinds het jaar 1330.
- De Lieve werd gegraven in 1251 als waterweg voor de scheepvaart, maar veranderde in een afwateringskanaal wegens het verminderd nut (verzanding van het Zwin). Vroeger dachten de kinderen van de buurt dat het er zelfs spookte.
- De bijnaam van de inwoners van Evergem-dorp is taatjespapeters.[6]

## Nabijgelegen kernen
Langerbrugge, Wondelgem, Lovendegem, Sleidinge, Wippelgem